# أم ولد (درعا)
أم ولد هي قرية تقع إلى الشرق من مدينة درعا في سوريا، وتتبع إدارياً محافظة درعا، يبلغ عدد سكانها حوالي 20 الف  نسمة. تبلغ المسافة بينها وبين مدينة درعا حوالي 40 كم، وتحدها من الشرق قرى عرى وكناكر والأصلحة التابعة لمحافظة السويداء، ومن الشمال ناحية الثعلة التابعة للسويداء أيضاً، ومن الجنوب الغربي قرية السهوة التابعة لمحافظة درعا، ومن الجنوب قريتا الجبيب وخربا التابعتين لمحافظة السويداء، ومن الغرب قريتا الكرك الشرقي والمسيفرة. تبعد البلدة عن مدينة السويداء حوالي 10 كم باتجاه الغرب، يعتمد أهلها في حياتهم على الزراعة، وفيها نسبة كبيرةٌ من الاغتراب قد تصل إلى حوالي 80% من نسبة شباب القرية.وتعتبر أم ولد من أبرز القرى الشرقيه في ريف درعا

## التاريخ
غالبية سكان القرية هم من الساده الأشراف
(الرفاعي او البلخي  )(  الذين يعود بهم النسب إلى الحسين  بن علي  عليهما السلام وهم لجد واحد وهو السيد البلخي صاحب المقام والمزار المشهور  في محافظة السويداء…..القريا

## الجغرافيا
ترتفع ام ولد 750متر عن سطح البحر 
يعبر قرية أم ولد وادي الذهب  الذي ينبع من جبل العرب, وينتهي به المطاف إلى حوض وادي اليرموك. ورغم أنه أصبح يجري لفترات زمنية قصيرة في فصل الشتاء، إلا أنه قبل فترة من الزمن كان يجري لفترات أطول كانت تمتد حتى بدايات الصيف وبغزارة كبيرة، وقيل أنه كان في الماضي نهراً جارياً على مدار العام.
من أشهر المحاصيل الزراعية التي تفيض بها قرية أم ولد القمح والشعير والحمص وجميع أنواع البقوليات, بالإضافة إلى أشجار الحمضيات والزيتون والعنب. وتتميز القرية بالطقس المعتدل صيفاً البارد شتاءً. يحدها من جهة الشرق جبل العرب في محافظة السويداء، ومن الغرب تلال أم ولد.
تتميز القرية بوقوعها في منطقة أثرية هامة، حيث كان اسم القرية أم العمد في الماضي وذلك لوجود آثار وقلعة مهدمة واضحة العيان بها. كانت في الماضي مركزاً هاماً من مراكز الرومان[ ؟ ]، حيث أنها طريق تجاري بارز بين بلاد الشام والجزيرة العربية أو بلاد الحجاز، وتقع نتيجة لذلك الكثير من الآثار الرومانية حول البلدة.